# Seyne (tổng)
Tổng Seyne là một tổng ở tỉnh Alpes-de-Haute-Provence trong vùng Provence-Alpes-Côte d'Azur.
Tổng này được tổ chức xung quanh Seyne ở quận Digne-les-Bains. Độ cao từ 840 m (Saint-Martin-lès-Seyne) à 2 720 m (Seyne) với độ cao trung bình là 1 140 m.

## Hành chính
| Giai đoạn | Ủy viên        | Đảng | Tư cách |
| --------- | -------------- | ---- | ------- |
| 2008-2014 | Michel Rey     | DVG  |         |
| 2001-2008 | Henri Savornin | UMP  |         |

## Các đơn vị hành chính
Tổng Seyne gồm 8 xã với dân số 2 618 người (điều tra năm 1999, dân số không tính trùng)
| Xã                     | Dân số | Mã bưu chính | Mã insee |
| ---------------------- | ------ | ------------ | -------- |
| Auzet                  | 87     | 04140        | 04017    |
| Barles                 | 114    | 04140        | 04020    |
| Montclar               | 399    | 04140        | 04126    |
| Saint-Martin-lès-Seyne | 22     | 04140        | 04191    |
| Selonnet               | 404    | 04140        | 04203    |
| Seyne                  | 1 440  | 04140        | 04205    |
| Verdaches              | 48     | 04140        | 04235    |
| Le Vernet              | 104    | 04140        | 04237    |

## Thông tin nhân khẩu
| 1962                                                     | 1968  | 1975  | 1982  | 1990  | 1999  |
| -------------------------------------------------------- | ----- | ----- | ----- | ----- | ----- |
| 2 001                                                    | 2 227 | 2 092 | 2 135 | 2 243 | 2 618 |
| Nombre retenu à partir de 1962 : dân số không tính trùng |       |       |       |       |       |